# 첼시 브라운
첼시 브라운(Chelsea Brown, 1947년 12월 6일 ~ 2017년 3월 27일)은 미국의 배우이다.
시카고에서 태어났으며 시카고에서 사망하였다. 사인은 폐렴이다.

## 영화
- 웰컴 투 우프 우프 (1997년)
- 캡틴 인빈서블의 귀환 (1983, The Return of Captain Invincible)
- 더 씽 위드 투 헤즈 (1972년)